# Brandlhof

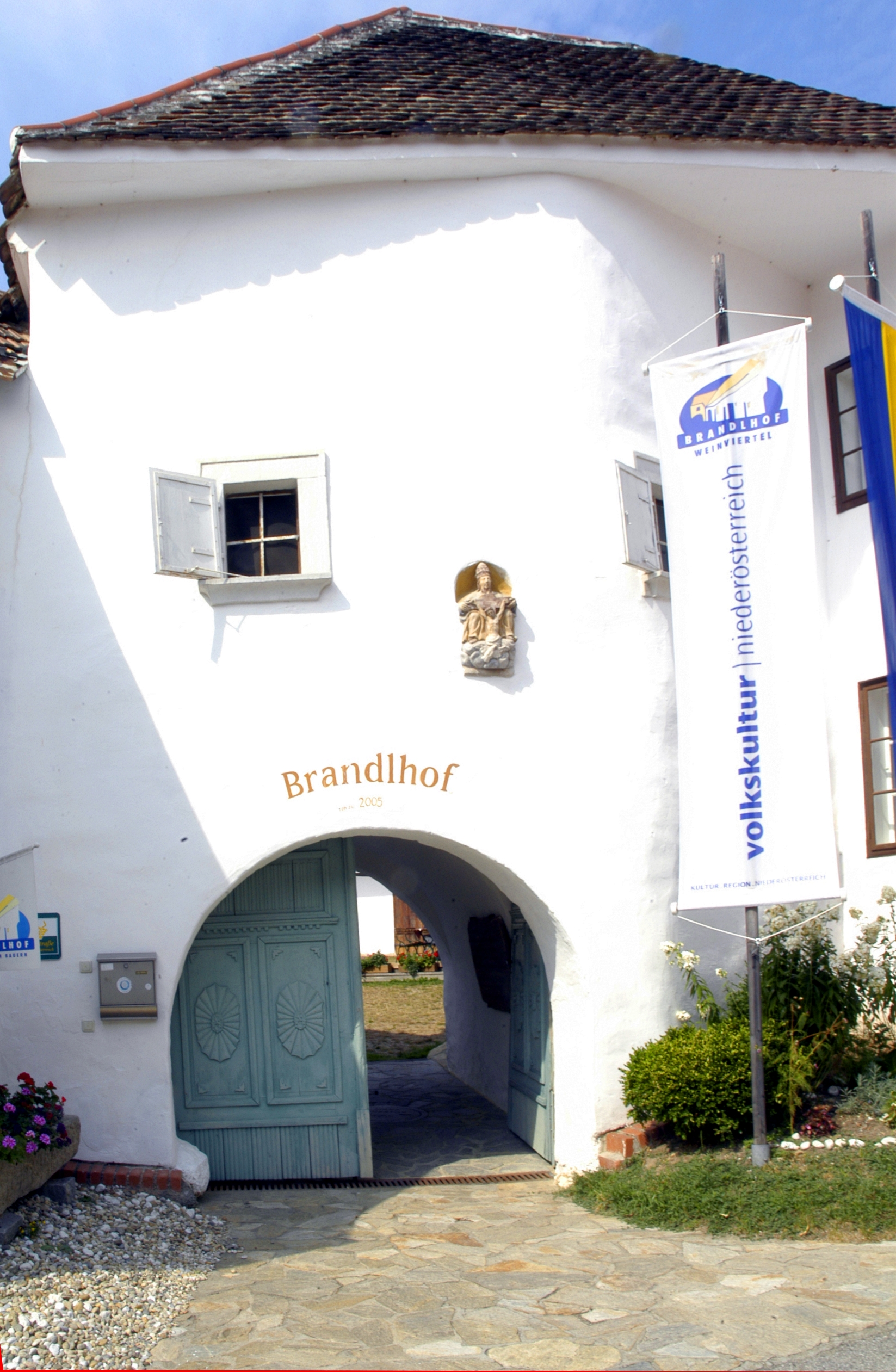
Hoftor

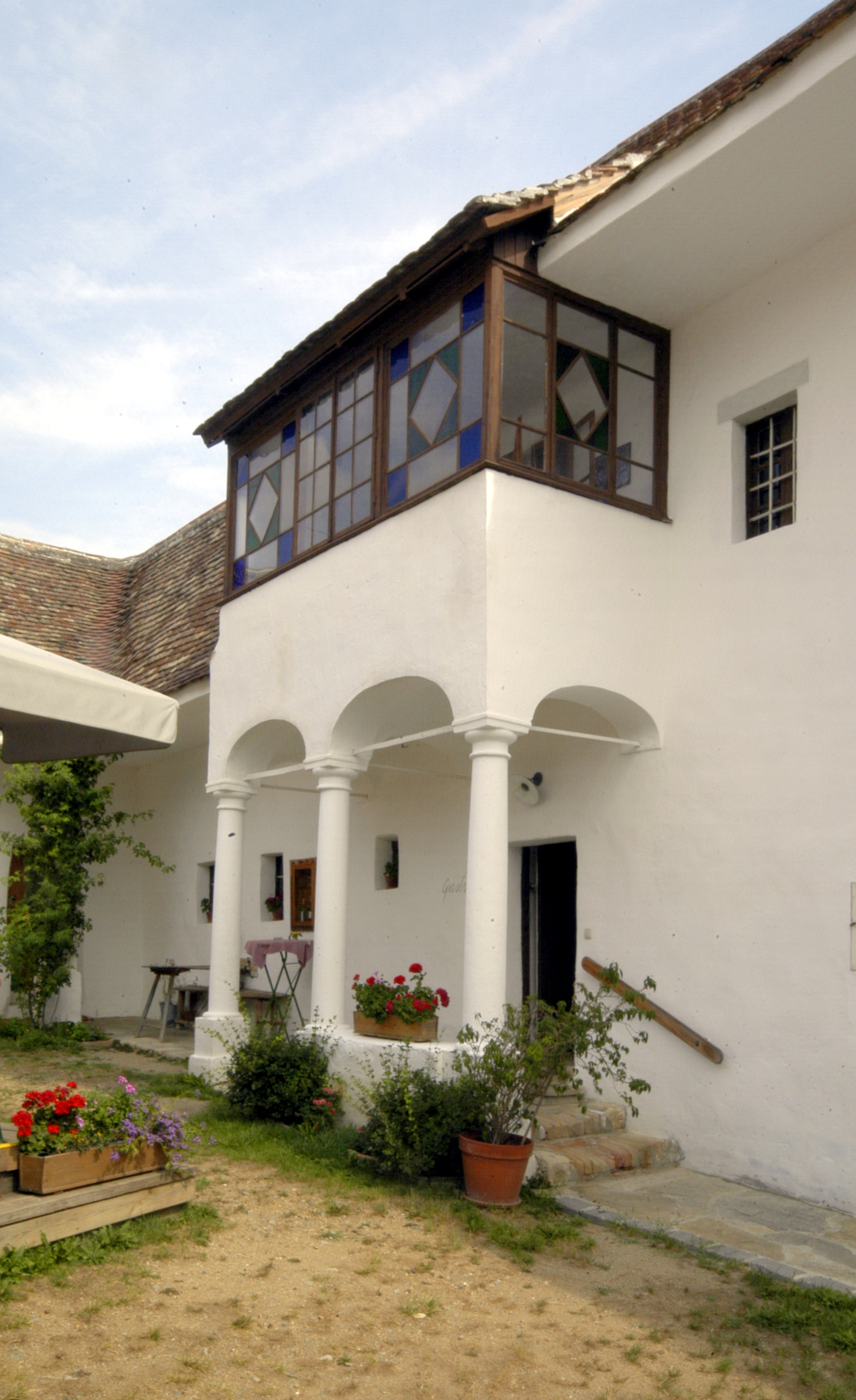
Balkon mit Holzveranda

Der Brandlhof steht im Dorf Radlbrunn in der Marktgemeinde Ziersdorf im Bezirk Hollabrunn in Niederösterreich. Der Bauernhof aus dem 13. Jahrhundert, welcher heute als Kultur- und Seminarzentrum genutzt wird, steht unter Denkmalschutz.

## Geschichte
Der Brandlhof wurde 1209 als Mageria (Meierhof) des Stiftes Lilienfeld in einer Stiftungsurkunde Herzog Leopolds VI. erwähnt. Ende des 15. Jahrhunderts wurde der Hof geteilt, in den heutigen Brandlhof und den Dienstlhof. Die Verwaltung erfolgte durch einen Hofmeister des Stifts mit Sitz in Weinzirl bei Krems an der Donau. 1590 befanden sich sämtliche Häuser des Ortes Radlbrunn im Besitz des Stiftes Lilienfeld. 1620 wurde der gesamte Ort von Truppen General Dampierre verwüstet. Der schwer beschädigte Hof wurde vom Stift 1629 an Conrad Höllrigl um 250 Gulden verkauft. Nach mehrfachem Besitzerwechsel gelangte der Hof 1770 durch Heirat an Simon Prändl (Brandl), dessen Nachkommen den Besitz in sieben Generationen bewirtschafteten und ihm den Namen gaben. 1994 gingen die letzten Betreiber in Pension. Mangels Erben übergaben sie den Hof der Marktgemeinde Ziersdorf.

## Gebäude
Der Brandlhof wurde 2005 generalsaniert. Über der Einfahrt finden sich zwei steingerahmte Fenster aus dem 16. Jahrhundert und ein Gnadenstuhlrelief aus der ersten Hälfte des 18. Jahrhunderts. Der Innenhof mit Wohn- und Wirtschaftsräumen wird von einem säulengetragenen Balkon mit verglaster Holzveranda dominiert. 

## Nutzung
Der Brandlhof ist ein Standort der Kultur.Region.Niederösterreich. In den ehemaligen Stallungen des Meierhofs befindet sich eine Ausstellung zur Geschichte des Hofs und der Familie und im früheren Wohntrakt wurde eine Wirtsstube eingerichtet. Der einstige Schweinestall wurde zum Seminarzentrum umgebaut. Hier finden vor allem Weiterbildungskurse des Museumsmanagement Niederösterreich sowie im Sommer Aufführungen der Bühne Weinviertel statt.